# Веслонос
Веслонос (лат. Polyodon spathula) — вид пресноводных лучепёрых рыб семейства веслоносовых отряда осетрообразных. Обитает в основном в реке Миссисипи, а также в ряде рек, впадающих в Мексиканский залив. Единственный вид осетрообразных, питающийся зоо-, фитопланктоном и детритом, плавая с постоянно открытым ртом и отцеживая корм при помощи жаберных щетинок. Питается фитопланктоном или мелкой рыбой.

## Ареал и среда обитания
Веслоносы обитают в водоёмах восточной части Соединённых Штатов: река Миссисипи, её притоки Огайо, Миссури и Иллинойс; озёра, связанные с рекой Миссисипи, и другие реки, впадающие в Мексиканский залив. Пресноводная рыба. Встречается на глубине более 3 м, обычно держится вдали от берегов. Весной и летом часто находится у поверхности, иногда выпрыгивает из воды. При подъёме уровня воды веслоносы совершают миграции из рек в озёра, а при его понижении возвращаются в обратном направлении.

## Описание

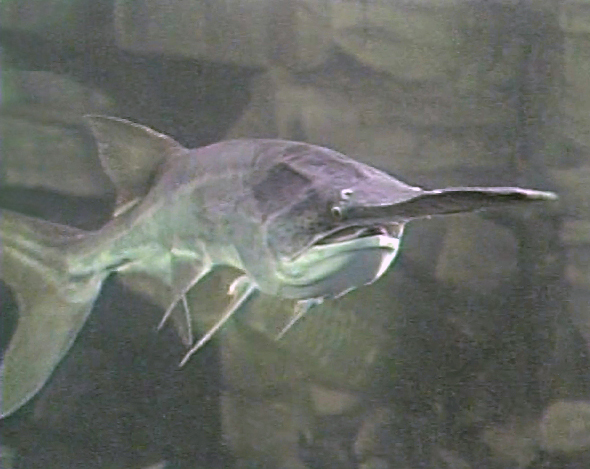

Максимальная длина тела 3 метра, а масса — 90,7 кг. Имеется рострум веслообразной формы, составляющий около трети всей длины тела. Тело прогонистое, лишено чешуи и жучек (костных щитков на коже). Впереди рта два коротких усика. Многочисленные мелкие зубы имеются только у молодых особей. Спинной плавник один, отодвинут назад, расположен над анальным плавником. Хвостовой плавник неравнолопастный. Крупный невыдвижной рот расположен на вентральной поверхности головы
Окраска дорсальной поверхности тёмно-серая, боков и брюха — светлая. Иногда встречаются особи, окрашенные в ровный тёмный цвет.

## Биология
Нерест происходит весной, когда веслоносы собираются в крупные стаи. В реке Миссисипи они нерестятся в конце апреля—начале мая на участке длиной около 320 км — от устья реки Иллинойс до устья реки Огайо. В реке Осейдж (приток реки Миссури) нерест проходит на гравийном дне на глубине 4,5—6,0 м при температуре воды 16,1 °С. Веслоносы нерестятся не каждый год, а через интервалы продолжительностью от 4 до 7 лет. Плодовитость самок при длине тела 1,2—1,35 м от 82 до 209 тыс. икринок. От момента оплодотворения до выклева личинок при температуре воды 14—21	"С проходит 170—260 ч. К концу первого года жизни длина достигает 38 см, в возрасте 2 лет — 69 см, в 3 года — 82 см, в 7 лет — 101 см, в 13—14 лет — 127 см. Веслоносы становятся половозрелыми в возрасте 12—14 лет при длине не менее 130 см. Продолжительность жизни — до 55 лет.
Рацион состоит из планктонных организмов, главным образом копепод. Иногда питается личинками насекомых, малощетинковыми червями, а также водорослями. Молодь питается планктоном.

## Взаимодействие с человеком
Имеет незначительное промысловое значение в США. Мясо и икра высоко ценятся. В 1958 г. его общий вылов в районе реки Озейдж — озера Озаркс составил 88,6 т, в 1961 г. — 63,2 т. В США веслоносов разводят искусственно. С 1974 г. проводились работы по акклиматизации веслоноса в южных водоемах европейской части СССР. Обычно веслоноса промышляют большими сетями (длиной до 3 км и высотой 10 м) с лодок. В некоторых местах применяют специальную проволочную снасть с грузилами и крючками и жаберные сети. Международный союз охраны природы присвоил виду охранный статус «Уязвимый».

### Аквариумное содержание
В последнее время веслонос стал популярной аквариумной рыбой. В аквариумах содержат молодых веслоносов 15 см длиной. Уже к году они достигают 30 см, и для развития им требуется пространство, во много раз превышающее возможности домашнего аквариума. Для молоди веслоноса (до 1 года) подходит аквариум от 200 л. Веслоносу подходит крупный грунт, который эта плавающая в толще воды рыба не сможет зачерпнуть ртом. Температура воды должна быть +15…+27 °С. Необходима фильтрация, аэрация и еженедельная подмена 1/5 воды. Желательно создание кругового течения. В 1000-литровом аквариуме веслоносы могут прожить до десяти лет (в природе эти рыбы доживают до 80 лет).

### В СССР и России
В СССР впервые был завезён в 1974 году и начал культивироваться в ряде рыбных хозяйств Украины. В Крыму веслонос был доставлен в Красноперекопский рыбокомбинат с целью акклиматизации и воспроизводства.
В середине 1970-х веслонос был завезён в Россию и в настоящее время содержится в рыбоводных хозяйствах, где успешно созревает и даёт потомство. Выпускался в Краснодарское водохранилище и Воронежское водохранилище, в Ставропольских рыбных хозяйствах. Отмечен случай поимки в озере Великом Костромской области и Струговском водохранилище в Октябрьском районе Приморья, в реке Самара на территории города Самара дважды последний раз весной 2021 года